# ドロセラ・アデラエ
ドロセラ・アデラエ Drosera adelae は、モウセンゴケ属の植物の1つ。食虫植物で、幅広く長い葉に粘毛を密生する。

## 特徴
多年生の草本で、葉の粘毛で虫を捕らえる食虫植物である。葉身は薄くて膜質、長さ10-20cm、幅は0.6-1.5cm、細い披針形から線形で、先端は尖る。葉柄は短くて目立たず、托葉は短くて基部半ばは葉柄に付着し、先端は2つに裂ける。花茎はまっすぐに立ち、その先端近くに5-30の花を総状花序の形につける。花弁は楔形から卵円形で先端は尖り、長さ2-3mm、幅1-1.6mm、赤から赤褐色、萼片は花弁とほぼ同じ形と色を持つ。
学名の種小名は人名に基づく。なお、園芸大辞典(1994)はこの種を『本属最大の種』としている。

## 分布と生育環境
オーストラリアのクイーンズランド州の北部山地に分布し、この地の固有種である。

## 利用
園芸用に栽培される。栽培が始まったのは新しく、園芸植物大事典（1994）には『導入されて10年ほど』とあるので1970年代頃のことらしい。ただし田辺(2010)には戦前には栽培が始まっていたとの記述がある。しかしその後広く普及し、『本属の中でいちばんよく普及』しているとある。栽培は高温多湿にして性質強く、また根から不定芽を出して繁殖力も強い。また、根伏せと言ってこの根を切って並べて発芽させることで繁殖させることも可能。冬は5℃までは耐える。

分布域
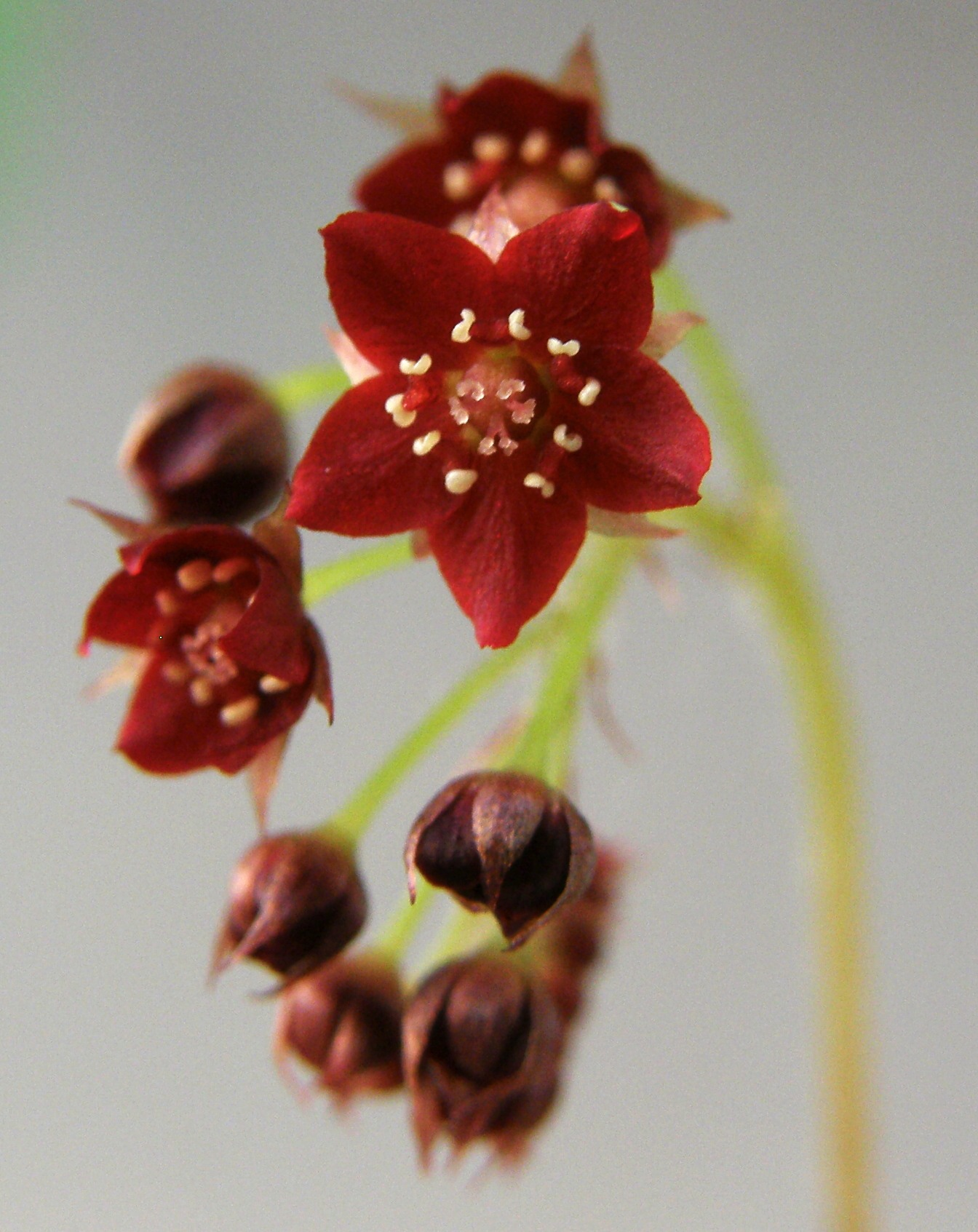
花
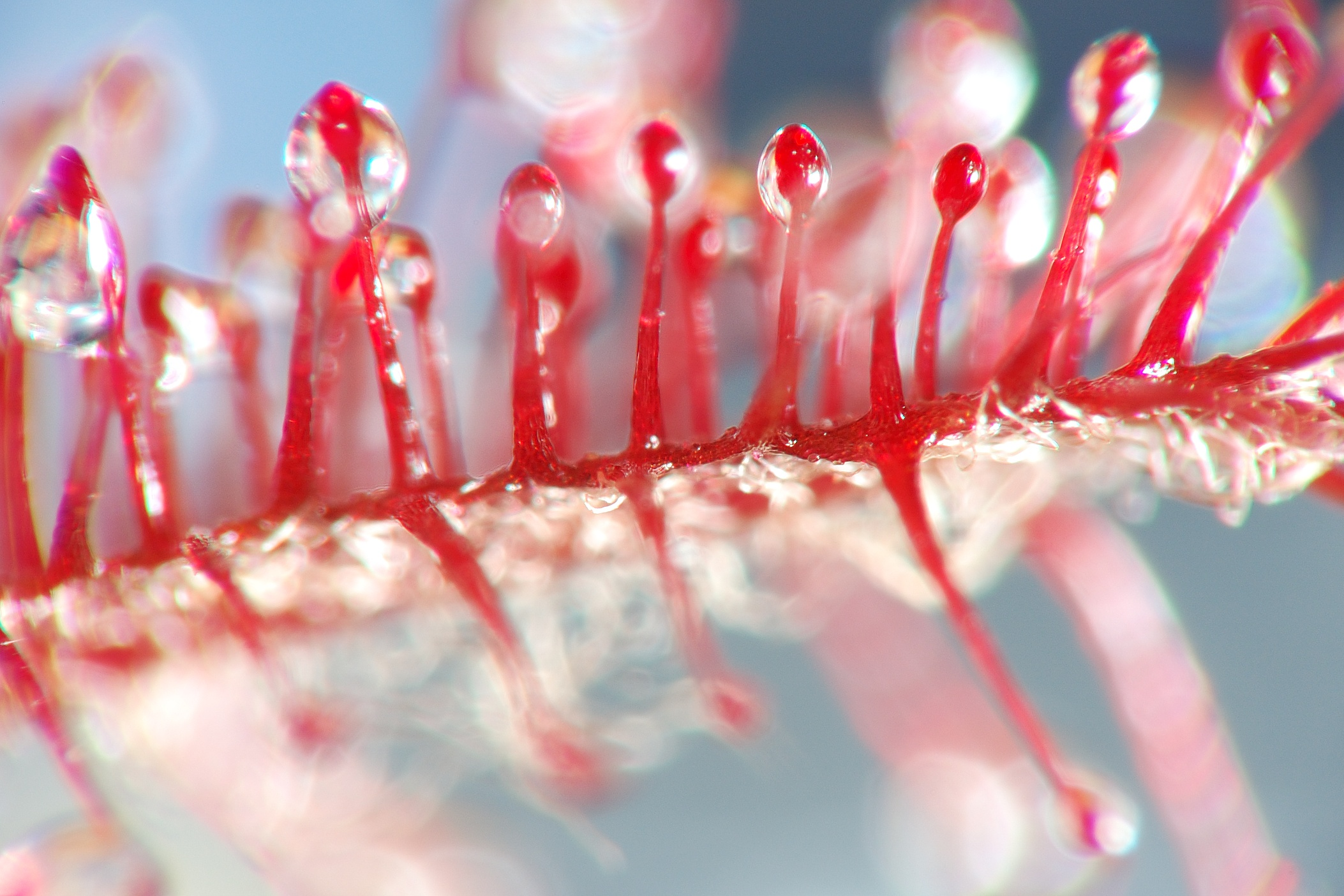
葉の粘毛